# HP Indigo
Indigo ist der Name einer Reihe von Digitaldruckmaschinen von Hewlett-Packard.

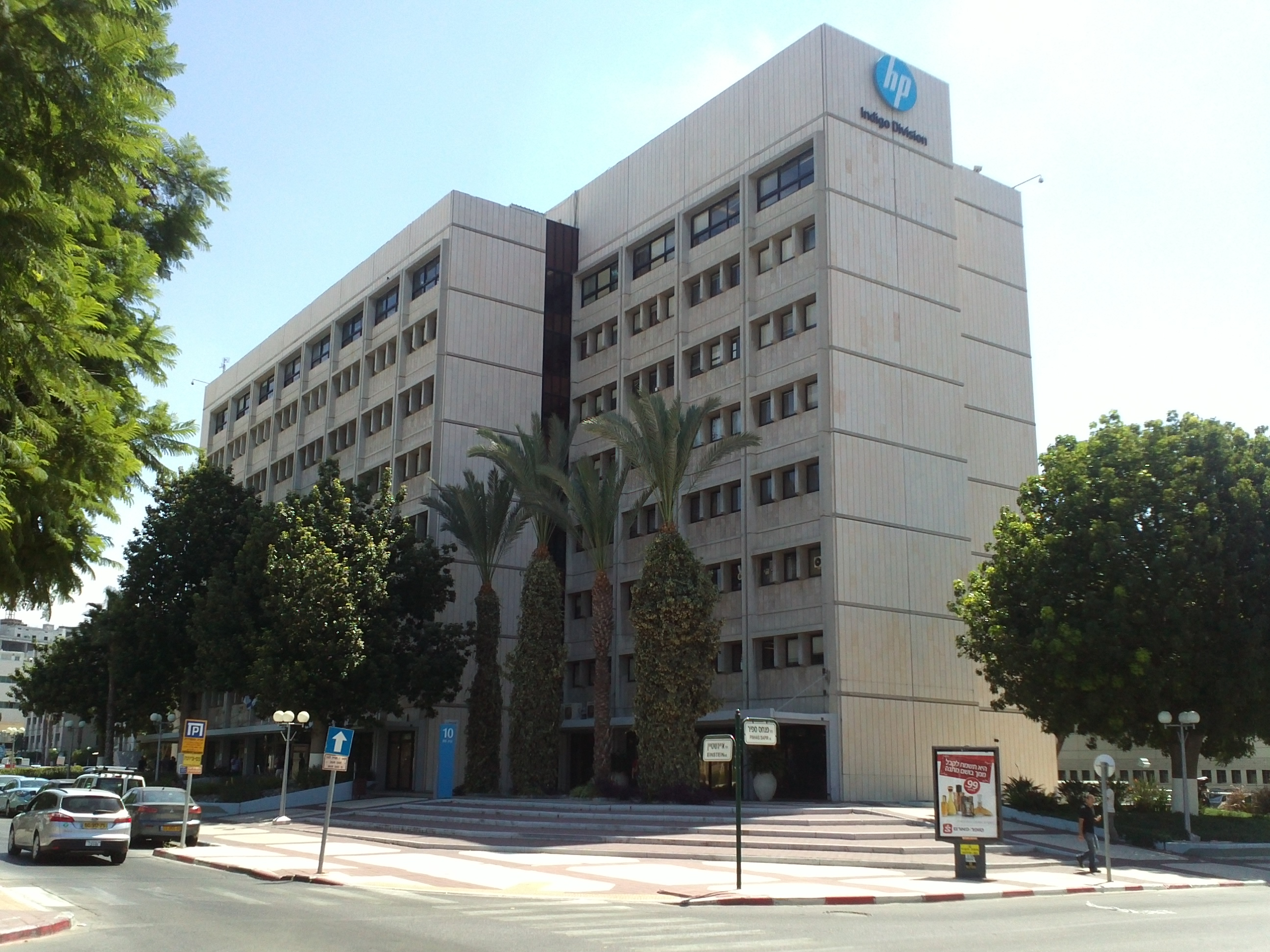
Das HP Indigo Division Gebäude, in Ness Ziona, Israel

Im Jahr 1993 brachte die Firma Indigo des israelischen Erfinders und Unternehmers Benny Landa, die 2002 von Hewlett-Packard übernommen wurde, mit der E-Print 1000 den ersten Vollfarbendigitaldrucker mit Flüssigtoner (ElectroInk) auf den Markt. Aufgrund der hohen, offsetnahen Druckqualität bezeichnete HP selbst diese Technologie als Digital Offset Color. Neben den Einzelblatt-(Bogen-)Druckern e-PrintPro+, Turbostream, HP Indigo Press 1000, HP Indigo Press 3050, HP Indigo Press 5000 und HP Indigo Press s2000 wurden auch die Endlosdrucksysteme HP Indigo Press w3200 und w4400 (früher: Omnius) entwickelt.
Die drei Kerntechnologien der HP Indigo Digital Offset Color sind:
- ElectroInk (HP Indigos Flüssigtoner)
- Thermischer Offset
- On-the-fly-Farbumschaltung

## Electro Ink
HP Indigos Flüssigtoner enthält elektrisch geladene Teilchen, den eigentlichen Toner, dispergiert in einer nichtleitenden Flüssigkeit (Isopar). Wie beim Trockentoner wird die Entwicklung des Tonerbildes über die triboelektrische Aufladung der Teilchen gesteuert. Im Gegensatz zum Trockentoner beträgt die Teilchengröße nur noch 1 bis 2 µm. Wegen des Staubens und der Lungengängigkeit müssen solch kleine Teile in eine Trägerflüssigkeit eingebracht werden. Der Vorteil liegt in der Möglichkeit höherer Auflösung und Kantenschärfe sowie dünner Farbschichten, ähnlich wie im Offsetdruck. ElectroInk wird in den Standardprozessfarben (Cyan, Magenta, Gelb und Schwarz) sowie Zusatzfarben angeboten.
ElectroInk wird als konzentrierte Paste in Kartuschen in die Druckmaschine eingebracht. Dort wird sie in die Tonertanks gepumpt und mit der Trägerflüssigkeit (sogenanntes Imaging Oil) verdünnt, wobei sich eine konsistente Mischung aus Tonerteilchen und Trägerflüssigkeit einstellt.

## Thermischer Offset
Wie beim Offset verwendet HP Indigo einen Gummituchzylinder auf Intermediate Drum (ITM) aufgezogenes Gummituch (Blanket), um den entwickelten Farbauszug von der Fotoleitertrommel (engl. Photo Imaging Plate PIP) auf den Bedruckstoff (Papier) zu übertragen. Die Oberfläche des Gummizylinders ist auf ca. 105–110 bzw. 160 °C aufgeheizt (abhängig von Maschinenserie), so dass die pigmenthaltigen Teilchen der ElectroInk zu schmelzen beginnen und eine dünne noch weiche, plastifizierte Schicht bilden. Eventuell noch vorhandene Trägerflüssigkeit wird dabei verdampft. Beim Kontakt mit dem kalten Papier verfestigt sich die ElectroInk und bleibt dabei fest an der Papieroberfläche haften. Aufgrund dieses Vorgangs verlässt das Papier den Drucker weitgehend trocken und kann sofort weiterverarbeitet werden.

## Farbumschaltung
Bei der HP Indigo-Technologie werden alle Farbauszüge mit einer einzigen Walze gedruckt. Dies ist möglich, weil das Blanket (Gummituch) einen Farbauszug praktisch vollständig überträgt und keine Reste des vorhergehenden Bildes auf dem Blanket verbleiben.